# Dennis Viollet
Dennis Sydney Viollet (sinh ngày 20 tháng 9 năm 1933 – mất ngày 6 tháng 3 năm 1999) là cầu thủ bóng đá Anh từng chơi cho Manchester United và Stoke City cũng như Đội tuyển bóng đá Anh.

## Sự nghiệm Câu lạc bộ

### Manchester United
Dennis Viollet gia nhập Manchester United vào ngày 1 tháng 9 năm 1949. Ông đã trưởng thành từ lò đào tạo của United và thi đấu chuyên nghiệp vào năm 1950. Trận đấu đầu tiên của anh cho câu lạc bộ là ghi bàn vào lưới kình địch Newcastle cho United vào ngày 11 tháng 4 năm 1953. Ông là một tiền đạo hộ công thi đấu cùng với Tommy Taylor cho đội Babes Busby của năm những năm 1950. Ông là một nạn nhân trong Thảm họa hàng không München. Viollet đóng góp công sức lớn cho hai chức vô địch của United vào năm 1956 và năm 1957. Dennis Viollet đã ghi được 178 bàn trong 291 trận cho United. Ông là một cầu thủ nhanh nhẹn như chớp, kết hợp ăn ý và tận dụng chiều cao của Taylor để tạo thành một cặp tiền đạo tấn công tuyệt vời. Một trong những trận đấu hay nhất của ông vào ngày 26 tháng 9 năm 1956, khi United thi đấu vòng sơ loại đầu tiên Cúp C1 châu Âu trong trận lượt về gặp nhà vô địch Anderlecht của Bỉ, trong đó ông ghi được bốn bàn thắng trong chiến thắng 10-0 tại Maine Road.
Sau khi hồi phục chấn thương trên vùng đầu do phải chịu đựng trong Thảm họa hàng không München, Viollet chứng tỏ giá trị của mình bằng khi ghi 32 bàn thắng trong 36 trận ở mùa giải 1959-1960, một kỷ lục cho Câu lạc bộ Manchester United. Cũng trong mùa giải này, ông thi đấu hai trận cho Đội tuyển bóng đá Anh, trong một thất bại trước Đội tuyển Hungary và một chiến thắng trước Đội tuyển Luxembourg, trong đó anh ghi một bàn thắng. Vào tháng 1 năm 1962, Matt Busby đáng ngạc nhiên khi bán Viollet khi đó 28 tuổi cho Stoke City với giá 25 000 £. Cả sự nghiệp tại United ông đã ghi được 179 bàn thắng trong 293 lần ra sân cho United.

### Stoke City
Ông gia nhập đội bóng Stoke City được xây dựng bởi Huấn luyện viên Tony Waddington. Đội bóng này có các cầu thủ giàu kinh nghiệm như Stanley Matthews, Jackie Mudie và hai tài năng trẻ mới nổi đó là: John Ritchie và Eric Skeels  Việc ký kết với ông được xem là cuộc cách mạng của Stoke City trong việc ký kết với cầu thủ 28 tuổi Viollet mặc dù báo chí khẳng định ông chỉ chơi mùa giải cuối cùng tại sân Victoria Ground. Ông ghi được năm bàn thắng vào cuối mùa giải 1961-62 có nghĩa là hy vọng được nhóm lên cho mùa giải sau 1962-1963. Trong khi sáu trận không thắng được báo trước một sự khởi đầu nghèo nàn cho Đội bóng Stoke City, Viollet đã bắt đầu mùa giải khi ghi bốn bàn thắng vào lưới Charlton Athletic vào ngày 12 tháng 9. Chiến thắng đó làm động lực để Stoke City có một chuỗi 18 trận bất bại, kết thúc bằng điểm với Leeds United vào ngày 15 tháng 12. Mùa đông năm 1962-1963, thấy không có trận đấu chơi trong hai tháng và một khi bóng đá trở lại vào tháng ba thì Stoke City chỉ thua một trận trong 13 trận đấu tiếp theo của họ và giành được chức vô địch The Football League|Giải hạng hai Anh]] và Viollet ghi được 23 bàn thắng trong mùa giải này. Đội bóng Stoke City trở lại Giải hạng nhất sau mười năm vắng bóng và Tony Waddington quyết định chuyển Viollet đá ở hàng tiền vệ. Ông đã chơi và ghi bàn trong trận chung kết Cúp liên đoàn Anh năm 1964 khi Stoke thua 4-3 bởi Leicester City. Ông tiếp tục chơi cho Stoke City cho đến mùa hè năm 1967, khi ông tuyên bố nghỉ hưu sau khi ghi được 66 bàn thắng trong 207 trận cho "Potters". Ngay sau khi ông qua đời vào tháng 3 năm 1999, ông được vinh danh bởi Câu lạc bộ Stoke City khi đặt tên một đường phố ở gần Sân vận động Britannia với tên gọi 'Dennis Viollet Avenue ".

### Sự nghiệp cầu thủ cuối cùng
Một thời gian ngắn sau khi rời sân Victoria Ground, ông đã tham gia Đội bóng Baltimore Bays thuộc giải đấu North American Soccer League (1968–1984) ở Hoa Kỳ trong một mùa giải. Khi trở về Anh, ông chơi cho Đội bóng không chuyên nghiệp Witton Albion, trước khi kết thúc sự nghiệp cầu thủ của mình, Ông đã gia nhập Đội bóng Linfield và giúp họ vô địch Giải đấu tại Ireland vào năm 1970. Sau khi hoàn thành sự nghiệp thi đấu của mình, ông làm huấn luyện viên tại Preston North End và Crewe Alexandra một thời gian ngắn vào năm 1971.

### Huấn luyện viên tại Hoa Kỳ
Năm 1978, Viollet đã được lựa chọn bởi cựu đồng đội tại United đó là Huấn luyện viên trưởng Noel Cantwell để làm trợ lý huấn luyện viên của Câu lạc bộ bóng đá New England Tea Men của Giải đấu North American Soccer League (1968–1984). Sau ba mùa giải trong khu vực Boston, đội bóng này di chuyển đến Jacksonville, Florida vào năm 1981, khi đó Viollet tiếp tục làm trợ lý huấn luyện viên nhưng cuối cùng ông cũng trở thành huấn luyện viên trưởng của đội bóng Jacksonville Tea Men của giải đấu NASL, ASL và United Soccer League.NASL, ASL and United Soccer League (1984–85). Trong năm 1990, Viollet đã tốt nghiệp trường Đại học Jacksonville Dolphins, nơi ông ở lại cho đến năm 1995. Đại học này thuộc phía Bắc Florida, cạnh tranh hàng năm ở giải Dennis Viollet Cup. Sau đó anh dẫn dắt Đội bóng USISL Richmond Kickers đến tham dự giải American Double năm 1995 (Đạt danh hiệu USISL Premier League và US Open Cup). Ông ở lại với Richmond trong 2 mùa giải, sau đó phục vụ như huấn luyện viên của Đội bóng Jacksonville Cyclones thuộc giải A-League trước khi qua đời vì bệnh ung thư vào ngày 6 tháng 3 năm 1999 khi đó ông được 65 tuổi tại nhà riêng của mình ở Jacksonville, Florida.

## Sự nghiệp thi đấu quốc tế
Ngày 22 tháng 5 năm 1960, vào cuối mùa giải sau khi lập kỷ lục ghi bàn của mình cho Manchester United, Viollet ra mắt Đội tuyển bóng đá Anh đầu tiên trong trận giao hữu thua 2-0 bởi Đội bóng Hungary tại Budapest. Ông ra sân lần thứ hai cho Đội tuyển Anh cũng là lần cuối cùng vào ngày 28 tháng 9 năm 1961, trong một trận đấu vòng loại World Cup 1962 tại sân vận động Wembley, trong đó anh ghi bàn trong chiến thắng 4-1 trước Đội tuyển Luxembourg.

## Cuộc sống cá nhân
Dennis Viollet sinh ra tại Fallowfield, Manchester vào tháng 9 năm 1933, là con út trong ba người con của ông Charles Sydney Viollet (1890-1961) và bà Hannah Viollet (1893-1992); ông có hai chị gái đó là Vera (sinh năm 1917) và Audrey(sinh năm 1930). Ông lớn lên tại thành phố Manchester.
Ông kết hôn với bà Barbara Mavis Southern tại Giáo hội St Edmund tại Manchester vào năm 1951. Họ ly dị vào năm 1969. Dennis cưới Helen Greeph. Người vợ này, ông đã dành phần còn lại của cuộc đời mình để chung sống cho đến khi qua đời do bệnh ung thư não vào ngày 6 tháng 3 năm 1999. Con gái Rachel (sinh năm 1972) của Dennis và Helen đã trở thành số một trong những tay vợt của nước Anh khi cô lọt vào vòng thứ hai của Wimbledon năm 1996. Trong suốt sự nghiệp quần vợt của cô, cô đã giành một chức vô địch đánh đơn ITF và một chức vô địch đánh đôi ITF. Dennis cũng có bốn người con với người vợ đầu tiên bà Barbara đó là Stephanie (sinh năm 1951), Roger (sinh năm 1957), Deborah (sinh năm 1958) và Malcolm (sinh năm 1961).
Hình ảnh của Ông được nam diễn viên James David Julyan diễn trong phim về Thảm họa máy bay Munich được phát sóng trên kênh United của Đài truyền hình BBC.

## Thống kê sự nghiệp

### Sự nghiệp cầu thủ
| Câu lạc bộ        | Mùa giải       | League          | League  | League       | FA Cup  | FA Cup       | League Cup | League Cup   | Europe  | Europe       | Giải khác[A] | Giải khác[A] | Tổng cộng | Tổng cộng    |
| Câu lạc bộ        | Mùa giải       | Hạng            | Số trận | Số bàn thắng | Số trận | Số bàn thắng | Số trận    | Số bàn thắng | Số trận | Số bàn thắng | Số trận      | Số bàn thắng | Số trận   | Số bàn thắng |
| ----------------- | -------------- | --------------- | ------- | ------------ | ------- | ------------ | ---------- | ------------ | ------- | ------------ | ------------ | ------------ | --------- | ------------ |
| Manchester United | 1952–53        | First Division  | 3       | 1            | 0       | 0            | 0          | 0            | 0       | 0            | 0            | 0            | 3         | 1            |
| Manchester United | 1953–54        | First Division  | 29      | 11           | 1       | 0            | 0          | 0            | 0       | 0            | 0            | 0            | 30        | 11           |
| Manchester United | 1954–55        | First Division  | 34      | 20           | 3       | 0            | 0          | 0            | 0       | 0            | 0            | 0            | 37        | 20           |
| Manchester United | 1955–56        | First Division  | 34      | 20           | 1       | 1            | 0          | 0            | 0       | 0            | 0            | 0            | 35        | 20           |
| Manchester United | 1956–57        | First Division  | 27      | 16           | 5       | 0            | 0          | 0            | 6       | 9            | 1            | 1            | 39        | 26           |
| Manchester United | 1957–58        | First Division  | 22      | 16           | 3       | 3            | 0          | 0            | 6       | 4            | 1            | 0            | 32        | 23           |
| Manchester United | 1958–59        | First Division  | 37      | 21           | 1       | 0            | 0          | 0            | 0       | 0            | 0            | 0            | 38        | 21           |
| Manchester United | 1959–60        | First Division  | 36      | 32           | 3       | 0            | 0          | 0            | 0       | 0            | 0            | 0            | 39        | 32           |
| Manchester United | 1960–61        | First Division  | 24      | 15           | 1       | 0            | 0          | 2            | 1       | 0            | 0            | 0            | 26        | 16           |
| Manchester United | 1961–62        | First Division  | 13      | 7            | 0       | 0            | 0          | 0            | 0       | 0            | 0            | 0            | 13        | 7            |
| Manchester United | Tổng cộng      | Tổng cộng       | 259     | 159          | 18      | 4            | 2          | 1            | 13      | 13           | 2            | 1            | 294       | 178          |
| Stoke City        | 1961–62        | Second Division | 13      | 5            | 0       | 0            | 0          | 0            | 0       | 0            | 0            | 0            | 13        | 5            |
| Stoke City        | 1962–63        | Second Division | 37      | 23           | 1       | 0            | 1          | 0            | 0       | 0            | 0            | 0            | 39        | 23           |
| Stoke City        | 1963–64        | First Division  | 32      | 10           | 3       | 2            | 6          | 1            | 0       | 0            | 0            | 0            | 41        | 13           |
| Stoke City        | 1964–65        | First Division  | 34      | 13           | 3       | 2            | 3          | 1            | 0       | 0            | 0            | 0            | 40        | 16           |
| Stoke City        | 1965–66        | First Division  | 32      | 6            | 1       | 0            | 5          | 1            | 0       | 0            | 0            | 0            | 37        | 7            |
| Stoke City        | 1966–67        | First Division  | 32      | 2            | 1       | 0            | 1          | 0            | 0       | 0            | 0            | 0            | 34        | 2            |
| Stoke City        | Tổng cộng      | Tổng cộng       | 182     | 59           | 9       | 4            | 16         | 3            | 0       | 0            | 0            | 0            | 207       | 66           |
| Baltimore Bays    | 1967           | NPSL            | 12      | 4            | –       | –            | –          | –            | –       | –            | –            | –            | 12        | 4            |
| Baltimore Bays    | 1968           | NASL            | 22      | 3            | –       | –            | –          | –            | –       | –            | –            | –            | 22        | 3            |
| Baltimore Bays    | Tổng cộng      | Tổng cộng       | 34      | 7            | –       | –            | –          | –            | –       | –            | –            | –            | 34        | 7            |
| Tổng sự nghiệp    | Tổng sự nghiệp | Tổng sự nghiệp  | 475     | 225          | 27      | 8            | 18         | 4            | 13      | 13           | 2            | 1            | 535       | 251          |

A. ^  Cột "Giải khác" bao gồm các trận và các bàn thắng ở FA Charity Shield.

### Sự nghiệp huấn luyện viên
| Đội bóng        | Ngày đến                | Ngày đi                  | Thống kê | Thống kê      | Thống kê    | Thống kê     | Thống kê            |
| Đội bóng        | Ngày đến                | Ngày đi                  | Số trận  | Số trận thắng | Số trận hòa | Số trận thua | Tỷ lệ % chiến thắng |
| --------------- | ----------------------- | ------------------------ | -------- | ------------- | ----------- | ------------ | ------------------- |
| Crewe Alexandra | Ngày 1 tháng 8 năm 1971 | Ngày 1 tháng 11 năm 1971 | 15       | 4             | 2           | 9            | 026,67              |

## Danh hiệu
Manchester United
- Vô địch First Division: 1955–56, 1956–57

Stoke City
- Second Division: 1962–63
- Á quân Cúp Liên đoàn bóng đá Anh: 1964